# Silla (torrente)
Il torrente (o rio) Silla è un piccolo torrente del Trentino, lungo circa 9 km, che nasce sull'Altopiano di Piné e fa parte del bacino idrografico del Fersina. 

## Descrizione

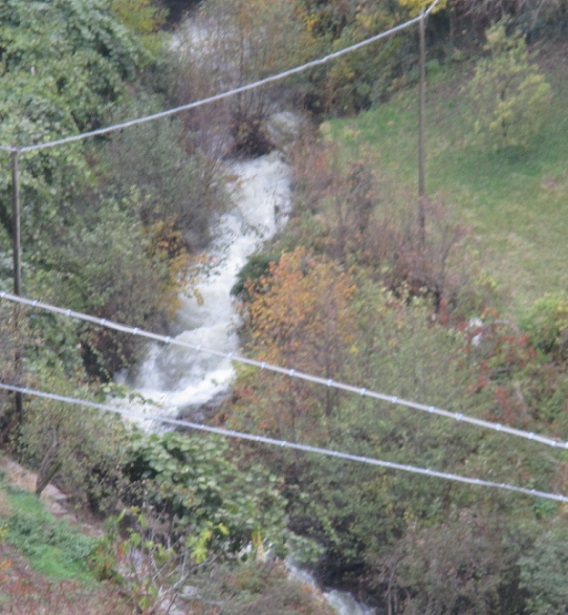
La Silla nei pressi di San Mauro (frazione di Baselga di Piné)

Nasce dal Lago della Serraia (a quota 973 m s.l.m.) e, dopo aver attraversato Baselga di Piné e la frazione di Tressilla (chiamata così perché lì passa tre volte il torrente Silla), raggiunge ed attraversa la valle di Fornace (detta anche Val Granda o Val Camino, che si trova fra il Monte Piano di Fornace e i dossi dell'altopiano di Piné). Arrivato in fondo a questa piccola valle, sfocia nel Fersina in prossimità della località "La Mochena" (comune di Civezzano), ad un'altitudine di circa 400 m s.l.m. 
Poco prima di sfociare nel Fersina, si getta nel Silla il rio Farinella (che raccoglie a sua volte le acque dei rivi minori della zona di Civezzano e del Calisio). 

### Altre sorgenti
Talvolta, la sorgente della Silla viene considerata il lago delle Piazze, dalla cui diga fuoriesce il "Foss Grant" (o "Rògia"), un piccolo rivo di 2 km che, dopo aver attraversato le paludi di Sternigo, si getta nel lago della Serraia, e che in tal caso costituirebbe la parte iniziale del torrente Silla. Altre fonti ancora affermano che la Silla nasca dal lago di Valle, il cui unico emissario sarebbe quindi la parte iniziale del torrente, mentre il corso d'acqua che scende dall'altopiano non sarebbe che un immissario.